# Casa de Cultura Aeroespacial
A Casa de Cultura Aeroespacial é um museu localizado na cidade de Alcântara, no Maranhão.

## História
Foi fundado no dia 23 de outubro de 2003, tendo sido criado com o objetivo de aproximar a comunidade e os turistas do Centro de Lançamento de Alcântara (CLA), que através de seu Setor de Comunicação Social, é vinculada ao museu. A Casa de Cultura Aeroespacial busca, de forma simples e didática a familiarização da comunidade com os segmentos aeroespaciais desenvolvidos pelo Brasil.

## Acervos
Atualmente, mantém exposição um conjunto de peças, quadros, painéis, maquetes, e documentos históricos, além de possuir, em suas novas instalações, amplas áreas de exposição estática de engenhos espaciais e uma confortável sala de projeção de vídeo e de palestras.
Há uma réplica em tamanho real do Sonda 4 (modelo brasileiro de foguete).
O espaço cultural fica aberto ao público, funcionando das 10h às 16h, de terça a domingo.